# Gavit
En gavit (armensk գավիթ  ) eller zhamatun (armensk: ժամատուն  ) er et, ofte kvadratisk  hvælvet indgangsparti på vestiden af en kirke i et middelalderligt armensk kloster. Det fungerede både som narthex (indgang til kirken), mausoleum og mødelokale.

## Historie
Gavit, den karakteristiske armenske stil af narthex, dukkede op i det tiende og ellevte århundrede. De første var placeret i den sydlige del af Armenien i regionen Siunik. Konstruktionstypen ændrede sig i det tolvte og fjortende århundrede, som de blev fundet i klostrene Saghmosavank eller Hovhannavank. Gavit arkitekturen ændrede sig igen i slutningen af det trettende århundrede, som man kan se i klostre som Gandzasar. Opførelsen af Gavits ophørte gradvis  i slutningen af middelalderen. 

## Struktur
De tidligste typer af gavit består af en aflang hvælving understøttet af dobbeltbuer. Denne form blev erstattet af et firkantet rum med fire søjler, opdelt i ni sektioner med en kuppel i midten. Den seneste udvikling består af en gavit uden søjler og med buede lofter. 

På vestsiden af Mariakirken i Sanahin klosterkomplekset er gavit bygget i 1181 med fire høje fritstående indre søjler, der understøtter buer. Søjlerne og deres baser er detaljeret dekoreret. I det samme kompleks er gaviten fra Guds Moderkirke en treskibssal med lavere buer og mindre detaljerede dekorationer på søjlerne.  
- Gavit i den første stil, Sanahin.
- Gavit i anden stil, Sanahin, Sourp Amenakrpitch .
- Gavit i anden stil, Hovhannavank .